# Trox amictus
Trox amictus es una especie de escarabajo del género Trox, familia Trogidae. Fue descrita científicamente por Haaf en 1954.
Se distribuye por Oceanía. Habita en Australia (Australia Meridional y Occidental).